# Rhynchentedon narendrani
Rhynchentedon narendrani är en stekelart som beskrevs av Alex Gumovsky 2004. Rhynchentedon narendrani ingår i släktet Rhynchentedon och familjen finglanssteklar.
Artens utbredningsområde är Vietnam. Inga underarter finns listade i Catalogue of Life.